# Đồng(II) oxalat
Đồng(II) oxalat là một hợp chất hóa học của đồng(II) và axit oxalic có công thức CuC2O4.

## Điều chế
Đồng(II) oxalat có thể được tạo ra bằng cách kết tủa từ hỗn hợp muối đồng(II) và dung dịch natri oxalat hoặc bằng cách cho muối đồng(II) sunfat, đồng(II) chloride hoặc đồng(II) nitrat phản ứng với axit oxalic.
{\displaystyle \mathrm {CuSO_{4}+H_{2}C_{2}O_{4}+H_{2}O\longrightarrow {}\ CuC_{2}O_{4}\cdot H_{2}O\downarrow +H_{2}SO_{4}} }

## Tính chất
Đồng(II) oxalat dưới dạng hemihydrat là một chất rắn màu trắng đến xanh dương, thực tế không tan trong nước. Ở 200 ℃, nó mất nước kết tinh.

## Sử dụng
Đồng(II) oxalat được sử dụng như một chất xúc tác cho các phản ứng hữu cơ, như một chất ổn định cho polyformaldehyde acetyl hóa và trong xử lý hạt giống (để xua đuổi chim và các loài gặm nhấm).

## Hợp chất khác
CuC2O4 còn tạo một số hợp chất với NH3, như CuC2O4·NH3 là tinh thể màu dương nhạt, D = 2,53 g/cm³, CuC2O4·2NH3 là chất rắn màu xanh lam, CuC2O4·4NH3·2H2O là tinh thể màu chàm đậm thuộc hệ tinh thể đơn nghiêng hay CuC2O4·5NH3 là chất rắn màu tím.
CuC2O4 còn tạo một số hợp chất với N2H4, như CuC2O4·2N2H4 là bột màu tím không tan trong nước.